# よくばりアリス
『よくばりアリス』は、広島テレビで毎月1回金曜19:00 - 19:56に放送されていたローカルバラエティ番組。
前番組の『もっと広島に恋しよう 金ぶち』と同様、地元・広島の街にスポットを当てた番組。2018年2月3日からは京都放送（KBS京都、JAITS加盟）でも1年遅れで土曜14:00 - 14:55に放送されている。2018年11月23日は字幕放送が実施された。
2019年9月13日放送の第47回をもって番組終了。KBS京都は、第47回の内容で2021年4月24日に終了。

## 概要
基本的に、1回につき2本のコーナーを放送。レギュラーのいとうあさこのコーナーと以下のコーナーの中から1本放送される。放送回によっては、いとうあさこのコーナー1本の時もある。
2018年3月まで毎月2回金曜放送、2018年4月からは毎月1回金曜放送。

## 出演者
レギュラー
- いとうあさこ - よくばりアリス

コーナーレギュラー - 以下のコーナーの中から1本放送される。
- 『よくばり LOVERS』コンシェルジュ（2017年1月20日 - 2019年3月2日）
  - 中島尚樹
- 『森山あすかの全力モリアゲ隊』（2017年1月27日・2月17日）
  - 森山あすか、チャンカワイ[3]
- 『よくばりエージェンシー』（2017年4月7日・4月21日）
  - 厚切りジェイソン、西名みずほ（広島テレビアナウンサー）
- 『よくばり亭』（2017年6月23日・7月14日）
  - 柳原可奈子
- 『Hiroshima三ツ星ツーリスト』（2017年10月13日・2017年12月8日）
  - 松本裕見子
- 『よくばりベストナイン』（2017年12月22日 - 2018年3月9日）
  - チャンカワイ

## 放送内容
| 放送回            | 放送日時       | 企画                                                                          | ゲスト                                             |
| ----------------- | -------------- | ----------------------------------------------------------------------------- | -------------------------------------------------- |
| 第1回             | 2017年1月20日  | 新旧魅力満載!尾道人情ぶらり旅                                                 |                                                    |
| 第1回             | 2017年1月20日  | よくばりLOVERS『りゅうちぇると大人のホットスイーツ』                          | りゅうちぇる                                       |
| 第2回             | 2017年1月27日  | 酒大好きあさこが西条酒蔵・エキニシ探訪                                        |                                                    |
| 第2回             | 2017年1月27日  | 森山あすかの全力モリアゲ隊『諸田ごんぼう（広島県府中市）をPRせよ!』           | チャンカワイ                                       |
| 第3回             | 2017年2月10日  | まだまだ知らない!大人が悦しい宮島めぐり                                       |                                                    |
| 第3回             | 2017年2月10日  | よくばりLOVERS『チャンカワイが広島で究極の肉三昧!』                           | チャンカワイ                                       |
| 第4回             | 2017年2月17日  | 進化を止めないソウルフード!絶品お好み食べ尽くし!                              |                                                    |
| 第4回             | 2017年2月17日  | 森山あすかの全力モリアゲ隊『北広島町を雪合戦でモリアゲろ!』                   | チャンカワイ                                       |
| 第5回             | 2017年3月3日   | 最新家電が続々登場!あさこ、新生活を応援します                                 | 足立梨花                                           |
| 第5回             | 2017年3月3日   | モリアゲ隊『全校児童わずか10人の小学校で、卒業生への思い出作りを盛り上げろ!』 |                                                    |
| 第6回             | 2017年3月17日  | 美と健康にいいグルメ満載!あさこの江田島よくばり旅                             | 足立梨花                                           |
| 第6回             | 2017年3月17日  | よくばりLOVERS『お取り寄せ』                                                  | 西村知美                                           |
| 第7回             | 2017年4月7日   | 食のレジャーランド!道の駅巡り                                                 | 中村静香                                           |
| 第7回             | 2017年4月7日   | よくばりエージェンシー『二反田醤油の秘密』                                    | 厚切りジェイソン                                   |
| 第8回             | 2017年4月21日  | GW目前!気軽に日帰り 春の倉敷ぶらり旅                                          | 中村静香                                           |
| 第8回             | 2017年4月21日  | よくばりエージェンシー『呉市仁方のやすりメーカー』                            | 厚切りジェイソン                                   |
| 第9回             | 2017年5月5日   | 県内注目スポット!沼隈をよくばり旅                                             |                                                    |
| 第9回             | 2017年5月5日   | よくばりLOVERS『よくばりな和食フルコース』                                    | 森口博子                                           |
| 第10回            | 2017年5月19日  | ノスタルジック 鞆の浦トキメキ出会い旅                                         |                                                    |
| 第10回            | 2017年5月19日  | よくばりLOVERS『石田純一とめぐる広島イタリアン縦断ツアー』                    | 石田純一                                           |
| 第11回            | 2017年6月2日   | あさこ3姉妹が話題のショッピングモールLECTに潜入1時間SP!                       | 磯山さやか、佐藤栞里                               |
| 第12回            | 2017年6月23日  | 町全体がフォトジェニック!歴史薫る呉・御手洗をフォト散歩                       |                                                    |
| 第12回            | 2017年6月23日  | よくばり亭in倉橋島                                                            | 柳原可奈子                                         |
| 第13回            | 2017年7月14日  | 移住者続出!住みたいほど魅力的!大崎上島!                                       |                                                    |
| 第13回            | 2017年7月14日  | よくばり亭in 野呂山                                                           | 柳原可奈子                                         |
| 第14回            | 2017年7月28日  | 猛暑を乗り切れ!西の軽井沢・吉和の里で納涼旅                                   |                                                    |
| 第14回            | 2017年7月28日  | よくばりLOVERS『夏だからこそ食べたい!美容と健康ラーメン』                     | 横澤夏子                                           |
| 第15回            | 2017年8月4日   | 昔ながらの人情の街に新店続々OPEN!魅力再発見の横川散歩                         |                                                    |
| 第15回            | 2017年8月4日   | よくばりLOVERS『真夏のオアシス!魅惑の納涼スイーツツアー』                     | 遼河はるひ                                         |
| 第16回            | 2017年9月1日   | 広島初めて物語①                                                               |                                                    |
| 第16回            | 2017年9月1日   | よくばりLOVERS『"サンド"ウィッチマンを唸らせる!?はさみ系サンドグルメツアー』  | サンドウィッチマン                                 |
| 第17回            | 2017年9月29日  | 広島初めて物語②                                                               |                                                    |
| 第17回            | 2017年9月29日  | よくばりLOVERS『ひと加えで旨さ倍増!広島よくばりグルメツアー』                 | 渡辺徹                                             |
| 第18回            | 2017年10月13日 | 実りの秋を実感!大地の恵み満載の世羅をぶらり旅!                                |                                                    |
| 第18回            | 2017年10月13日 | Hiroshima三ツ星ツーリスト『食べたい度100%!ご当地回転寿司巡り』                | 西村知美                                           |
| 第19回            | 2017年10月27日 | あさこ県北に初上陸!三次の魅力プレゼンSP                                       |                                                    |
| 第19回            | 2017年10月27日 | よくばりLOVERS 『私をお肉に連れてって〜今夜はときめきお肉デート』             | 橋本マナミ                                         |
| 第20回            | 2017年11月3日  | 旧海軍ゆかりの地・呉!秋のハイカラ港町ぶらり旅                                 |                                                    |
| 第20回            | 2017年11月3日  | 来シーズンこそは、日本一!カープ新黄金時代到来スペシャル PART1                 | 池谷公二郎、デーモン閣下、うえむらちか、松本裕見子 |
| 第21回            | 2017年11月24日 | 懐かしいあの頃へ!バック・トゥ・ザ・昭和                                       | 佐藤栞里                                           |
| 第21回            | 2017年11月24日 | 来シーズンこそは、日本一!カープ新黄金時代到来スペシャル PART2                 | 池谷公二郎、デーモン閣下、うえむらちか、松本裕見子 |
| 第22回            | 2017年12月8日  | 足を延ばせば新発見!Part1 〜瀬戸田の先に何がある?〜                            |                                                    |
| 第22回            | 2017年12月8日  | Hiroshima三ツ星ツーリスト『近所に欲しい度100%!ご当地スーパー巡り』            | 西村知美                                           |
| 第23回            | 2017年12月22日 | 足を延ばせば新発見!Part2 〜尾道の先に何がある?〜                              |                                                    |
| 第23回            | 2017年12月22日 | よくばりベストナイン!「NEWオープングルメ編」                                  |                                                    |
| 第24回            | 2018年1月12日  | 超人気スイーツ店の美魔女社長に、会いたかった〜♪                               |                                                    |
| 第24回            | 2018年1月12日  | よくばりベストナイン! 〜インスタ映えグルメ〜                                  |                                                    |
| 第25回            | 2018年1月19日  | 全国でも珍しいフリーのウエディングデザイナーに、会いたかった〜♪               |                                                    |
| 第25回            | 2018年1月19日  | よくばりLOVERS「店主だけが知るインスタ映え間違いなしの瞬間を激写せよ!」       | マギー                                             |
| 第26回            | 2018年2月2日   | ぶらり路面電車の旅 〜宇品線編〜                                               |                                                    |
| 第26回            | 2018年2月2日   | よくばりベストナイン 「スペシャリストグルメ編」                               |                                                    |
| 第27回            | 2018年2月9日   | ぶらり路面電車の旅 〜江波線編〜                                               |                                                    |
| 第27回            | 2018年2月9日   | よくばりベストナイン 「あったか鍋グルメ編」                                   |                                                    |
| 第28回            | 2018年3月2日   | 瀬戸内のハワイ・周防大島で春先取り旅                                          |                                                    |
| 第28回            | 2018年3月2日   | よくばりLOVERS 焼きたてホカホカ!絶品パン巡り                                  | 柳原可奈子                                         |
| 第29回            | 2018年3月9日   | 日帰りお出かけの定番スポット岩国が劇的進化中!                                 |                                                    |
| 第29回            | 2018年3月9日   | よくばりベストナイン 〜みんな大好き!魅惑のカレーグルメ〜                      |                                                    |
| 第30回            | 2018年4月27日  | 御年100歳食堂ツアー                                                           | 渡部陽一                                           |
| 第31回            | 2018年5月18日  | よくばレストランガイドツアーinしまなみ海道編                                  | 福田充徳（チュートリアル）、ゆいP（おかずクラブ）  |
| 第32回            | 2018年6月1日   | ひろしま完全素材主義                                                          | 三四郎                                             |
| 第33回            | 2018年7月6日   | 祝・広島本通商店街70周年記念!ナンバー1&オンリー1をスクープ                    | ANZEN漫才                                          |
| 第34回            | 2018年8月3日   | 人気急上昇中!広島のお隣・島根日帰りご縁ツアー                                 | 黒沢かずこ（森三中）                               |
| 第35回            | 2018年9月7日   | 広島に癒やしと元気を届けたい!たのC おいC へるCツアー                          | 丸山桂里奈（元なでしこジャパン）                   |
| 第36回            | 2018年10月5日  | 大注目エリア「エキキタ」でテッパングルメを大捜索SP!!                          | DJ KOO（TRF）、HIPPY                               |
| 第37回            | 2018年11月23日 | 今だけの新米食べ尽くしスペシャル!                                             | 平野ノラ                                           |
| 第38回            | 2018年12月7日  | 広島人が愛する鍋BEST10                                                        | チャンカワイ、柳原可奈子                           |
| 第39回            | 2019年1月18日  | 新年事始めは福ザンマイ!よくばり七福ガイド                                     | 西村知美                                           |
| 第40回            | 2019年2月15日  | ラーメン料理人100人が選ぶ!冬に食べたくなる一杯TOP3                            | 村上佳菜子                                         |
| 第41回            | 2019年3月8日   | 広島人が愛する丼BEST10                                                        | チャンカワイ、柳原可奈子                           |
| 第42回            | 2019年4月26日  | よくばリストランガイド 路面電車沿線はしご飯                                   | ガンバレルーヤ                                     |
| 第43回            | 2019年5月17日  | パン職人100人が選ぶ!広島パン屋TOP3                                            | 佐藤栞里                                           |
| 第44回            | 2019年6月14日  | 広島人が愛する洋食BEST10                                                      | DJ KOO（TRF）、チャンカワイ                        |
| 第45回            | 2019年7月26日  | カレー料理人100人が選ぶ!広島カレーTOP3                                        | かまいたち                                         |
| 第46回            | 2019年8月23日  | 24時間テレビ直前企画 世界一の広島人!食のゴールドメダリスト大集合SP            | 中川翔子、りゅうちぇる                             |
| 第47回 （最終回） | 2019年9月13日  | 呉市民が愛する呉グルメBEST15                                                  | 大畑大介、チャンカワイ                             |

## スタッフ
- ナレーター：貢藤十六、岡佳奈
- カメラ：橋口将志、日野知行、須川真也
- 音声：清水良樹、若葉聖矢、松田優樹、松浦雅俊
- タイトルデザイン：スペースエイジ
- CG：西原美彩
- 美術：金光由香
- 音響効果：秋庭加栞子、田口優太
- MA：岩崎貴裕、六車誠
- 広報：藤村直己、板谷友樹
- メイク：NCM
- 制作協力：広島放送
- 制作協力：クラフトワン、さくら組
- ディレクター：岡崎慎之輔、上田善三、豊田佳月、元廣伊佐央、前田一昴
- 企画・演出：小西雅人
- プロデューサー：山下浩史
- 製作著作：広島テレビ

過去のスタッフ
- 演出：味元崇

## ネット局
| 放送対象地域 | 放送局     | 系列           | 放送時間             | 放送期間                      | ネット状況 | 備考        |
| ------------ | ---------- | -------------- | -------------------- | ----------------------------- | ---------- | ----------- |
| 広島県       | 広島テレビ | 日本テレビ系列 | 金曜19:00 - 19:56    | 2017年1月20日 - 2019年9月13日 | 制作局     | 毎月1回放送 |
| 京都府       | KBS京都    | JAITS          | 第4土曜12:00 - 12:55 | 2018年2月3日 - 2021年4月24日  | 遅れネット | [ 4 ]       |